# Ithaca, Nebraska
Ithaca är en ort (village) i Saunders County i Nebraska. Vid 2010 års folkräkning hade Ithaca 148 invånare.